# Zafrona taylorae
Zafrona taylorae är en snäckart som beskrevs av Edward James Petuch 1987. Zafrona taylorae ingår i släktet Zafrona och familjen Columbellidae. Inga underarter finns listade i Catalogue of Life.